# Weißnacken-Moorantilope
Die Weißnacken-Moorantilope (Kobus megaceros), auch Mrs. Grays Wasserbock, ist eine afrikanische Antilope aus der Gattung der Wasserböcke. Die Art lebt ausschließlich in den Nilsümpfen, 3.000 Kilometer nördlich der mit ihm nah verwandten Letschwe, die in den Feuchtsavannen des südlichen Afrikas vorkommt.

## Äußere Merkmale
Die Weißnacken-Moorantilope ist eine kräftige Sumpfantilope mit langem Haarkleid, einer Schulterhöhe von 80 bis 105 Zentimeter, einer Länge von 135 bis 165 Zentimetern und einem Gewicht von 60 bis 120 Kilogramm.
Wie die braunrote Letschwe hat sie ein ziemlich kurzes Gesicht. Die Hufe sind außergewöhnlich lang, die innere Zehe ist dabei viel schmaler als die äußere. Die Böcke haben leierartige, S-förmig geschwungene Hörner, aber dünner, länger und steiler aufsteigend als bei sonstigen Moorantilopen die 50 bis 85 Zentimeter lang werden. Das Fell der Böcke  wird über die Jahre langsam dunkler, bis sie ein Schwarz wie von Bitterschokolade erreichen. Die mahagonifarbenen Böcke haben einen faustgroßen, reinweißen Fleck hinter den Hörnern, von dem sich ein weißer Streifen den Nacken entlangzieht, der am vorderen Teil des Widerristes zu einem breiten weißen Sattel wird. Die Unterseite und der Schwanz sind cremeweiß. Die hornlosen Weibchen sind gelblich bis braunrot gefärbt, viel heller als die Böcke, mit abgeschwächten Zeichnungen.

## Verbreitung
Das Verbreitungsgebiet beschränkt sich auf die Sudd-Region in Südsudan nahe Malakal. Die dortige Schwemmebene wird vom Weißen Nil durchflossen, der mit sich ständig verändernden Nebenflüssen ein weit verzweigtes Sumpfgebiet bildet. Die Weißnacken-Moorantilope lebt in großen Trupps von fünfzig und mehr Individuen, bildet aber nicht so große Rudel wie die Letschwe.

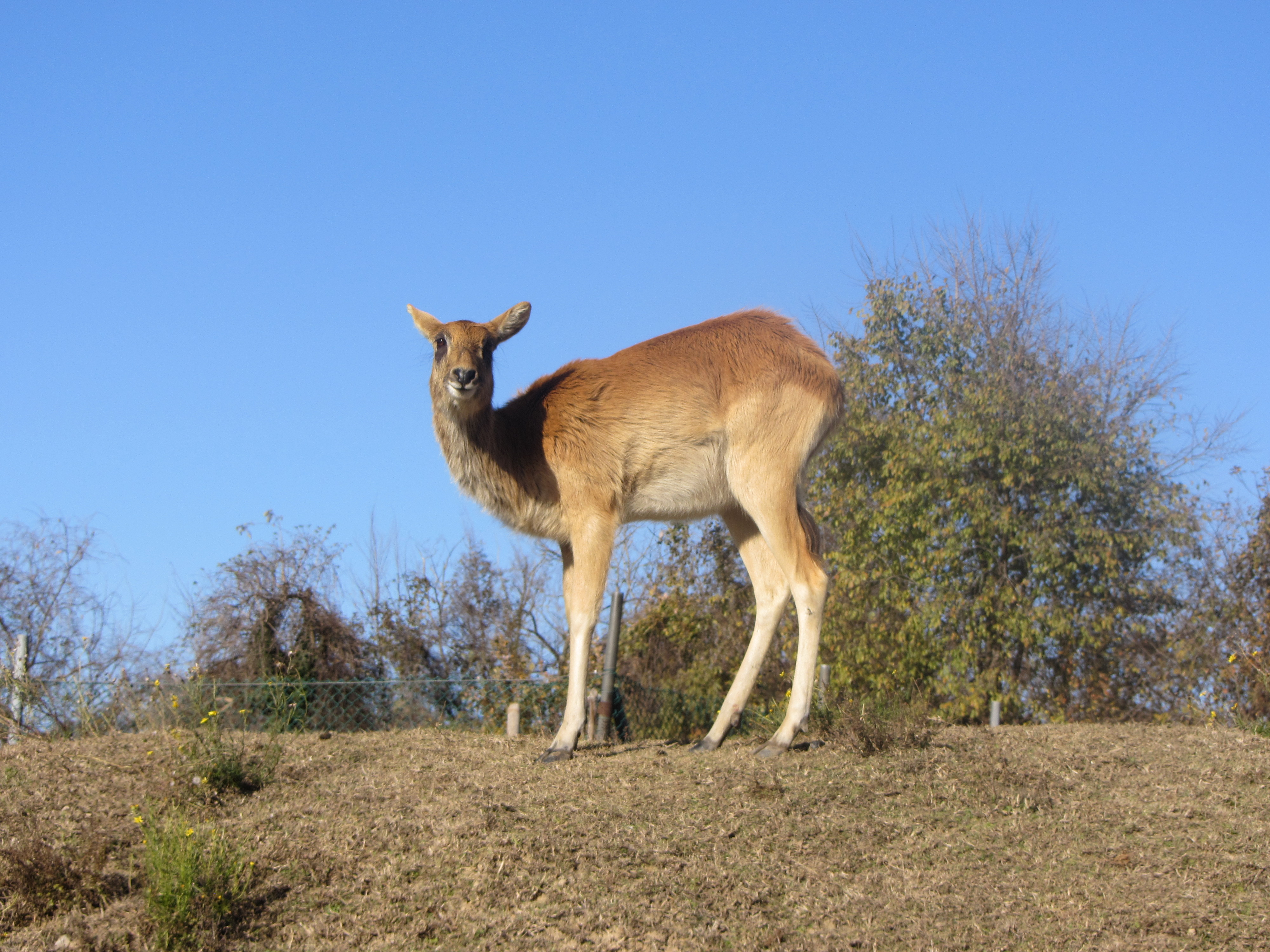
Weißnacken-Moorantilope (Weibchen)

## Verhalten
Entsprechend dem Wasserstand des Flusses und den Überschwemmungsgebieten in der Regenzeit folgt die Antilope dem sich verändernden Rand des Sumpfgebietes. Sie bewegen sich weg vom Fluss und flussaufwärts, 30 bis 40 km je nach Wasserstand zu ihren entsprechenden Weidegründen. Sie ernähren sich fast ausschließlich von Sumpfgräsern und leben in gemischten Rudeln von 50 oder mehr Tieren.

## Gefährdung

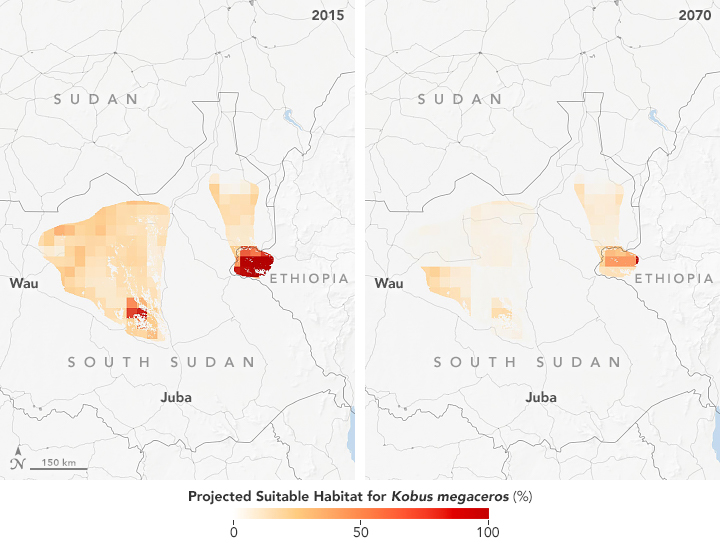
Verbreitungsgebiet der Weißnacken-Moorantilope für 2015 und prognostizierter Rückgang durch Landnutzungsänderungen bis 2070

Bis 1980 gab es noch ungefähr 36.000 Tiere, die sich je zur Hälfte auf die beiden Nilufer verteilten. Inzwischen ist ihr Bestand stark zurückgegangen, so konnten bei einer Zählung aus der Luft im Jahr 2007 im Südsudan nur noch 4291 Individuen gezählt werden, die sich hauptsächlich in der Nähe des Naturschutzgebiets Zerat befanden. Die IUCN listet den Status der Weißnacken-Moorantilope als stark gefährdet (endangered).

## Einzelbelege
1. ↑  Spinage, S. 180–181
2. ↑  Kasha Patel: Study Projects Troubles for 1700 Vertebrate Species. NASA Earth Observatory, 22. Juli 2019, abgerufen am 10. Oktober 2023.